# Produit phytosanitaire
 (mai 2014).
 (mai 2014).
- Si vous ne connaissez pas le sujet, laissez ce bandeau (vous pouvez alors contacter les auteurs).
- Si vous supprimez le contenu mis en cause (vous pouvez préalablement contacter les auteurs),

argumentez précisément cette suppression dans la page de discussion
(un manque de référence n'est pas un argument ; une recherche réelle de référence doit avoir été effectuée, être formellement documentée).
Un produit phytosanitaire, produit de protection des plantes ou produit phytopharmaceutique (PPP), est une substance ou un mélange de substances de nature chimique ou biologique (d'origine naturelle ou de synthèse) utilisé en agriculture, horticulture ou sylviculture pour protéger les plantes cultivées et les produits agricoles stockés contre les bioagresseurs (ravageurs animaux, agents phytopathogènes, plantes parasites, plantes adventices), ou pour optimiser les cultures en favorisant la croissance des plantes cultivées et en traitant leur environnement (notamment les sols).
L'usage des produits de protection des plantes permet d'assurer la qualité des produits et de limiter les pertes de rendement, plus importantes en l'absence de traitement. À titre d'exemple, on a estimé dans le cas du blé pour une production mondiale de 564 millions de tonnes (période 2001-2003) la perte due aux bioagresseurs à environ 394 Mt avec les traitements, très variables, pratiqués dans les diverses parties du monde, tandis qu'en l'absence de tout traitement la perte était évaluée à 534 Mt. Ces chiffres représentent, respectivement, 28,2 % et 49,8 % de la production « atteignable », celle-ci étant définie comme le maximum technique spécifique à chaque site de production, en fonction des conditions de croissance abiotiques (climat, latitude, sol, etc.), qui est en général bien inférieur au potentiel de rendement de la variété cultivée,.
Ces produits font partie de la famille des pesticides,, dont font également partie les biocides,,,. En Europe et dans la plupart des pays, ils doivent être homologués, et autorisés pour un ou plusieurs usages (qui peuvent varier selon les époques ou les pays).
Leur usage est en augmentation en France (+ 12 % en 2017), essentiellement dans l’agriculture.

## Éléments de définition
La directive 91/414/CEE définit comme produit phytopharmaceutique tout produit destiné à :
- Protéger les végétaux ou les produits végétaux contre tous les organismes nuisibles ou à prévenir leur action, pour autant que ces substances ou préparations ne soient pas autrement définies ci-après.
- Exercer une action sur les processus vital des végétaux, pour autant qu'il ne s'agisse pas de substances nutritives (par exemple, les régulateurs de croissance).
- Assurer la conservation des produits végétaux pour autant que ces substances ou produits ne fassent pas l'objet de dispositions particulières du Conseil ou de la Commission concernant les agents conservateurs.
- Détruire les végétaux indésirables
- Détruire les parties de végétaux, freiner ou prévenir une croissance indésirable des végétaux.

Dans le droit français, le décret n° 94-359 du 5 mai 1994 (abrogé par Décret n°2003-768 du 1er août 2003 - art. 6 (V) JORF 7 août 2003) relatif au contrôle des produits phytopharmaceutiques donne la même définition, mais en prévoyant la possibilité d'avoir dans l'avenir des produits phytopharmaceutiques contenant des OGM. Le texte précis est « Au sens du présent décret, on entend par produit phytopharmaceutique, les substances, les préparations contenant une ou plusieurs substances actives et les produits composés en tout ou partie d'organismes génétiquement modifiés présentés sous la forme dans laquelle ils sont livrés à l'utilisateur, destinés à... ».
Les traces résiduelles présentes sur ou dans les aliments ayant été en contact avec ces produits sont dits « résidus ». Ils doivent faire en Europe l'objet d'un suivi, assuré en France par l'Observatoire des résidus de pesticides.

## Liste et catégories de produits phytosanitaires
Les produits phytosanitaires autorisés ou tout simplement utilisés varient en fonction de chaque pays et des usages.
En France, la liste exhaustive des produits autorisés peut être consultée sur le site du Ministère chargé de l'agriculture
On parle notamment de :
- acaricides : produits létaux pour les acariens ;
- antigerminatifs pour bloquer la germination des graines ou des plants ;
- aphicides : produits létaux pour les pucerons ;
- anti-russetings : contre la rugosité des pommes ;
- bactéricides : produits létaux pour les bactéries ;
- corvicides et corvifuges : produits létaux ou répulsifs pour les corvidés ;
- dessicants : pour détruire le feuillage afin de faciliter la récolte des graines ;
- fongicides : pour l'inhibition ou la prévention du développement des champignons (exemple, les QoI) ;
- herbicides, désherbants, défoliant, phytocides ou débroussaillants : pour la destruction de plantes indésirables (aussi appelées mauvaises herbes ou adventices) ;
- insecticides : produits létaux pour les insectes ;
- molluscicides : produits létaux pour les limaces et les escargots ;
- nématicides : produits létaux pour les nématodes ;
- parasiticides : produits létaux pour les parasites ;
- répulsifs (ex : répulsifs contre le gibier et les oiseaux) ;
- rodenticides : produits létaux pour les rongeurs (ragondins, campagnols, rats, souris, surmulots…) ;
- régulateurs de croissance (lutte contre la verse, par ex chez le blé) ;
- taupicides : produits létaux pour les taupes ;
- virucides : contre les virus ;
- produits favorisant la résistance des plantes, le bouturage, la mise en fruit ;

Le terme « phytosanitaire » exclut les substances nutritives du type engrais ou oligo-éléments sauf quand il s'agit de mélanges d'engrais et de produits phytosanitaires.

## Toxicité et écotoxicité des produits phytosanitaires

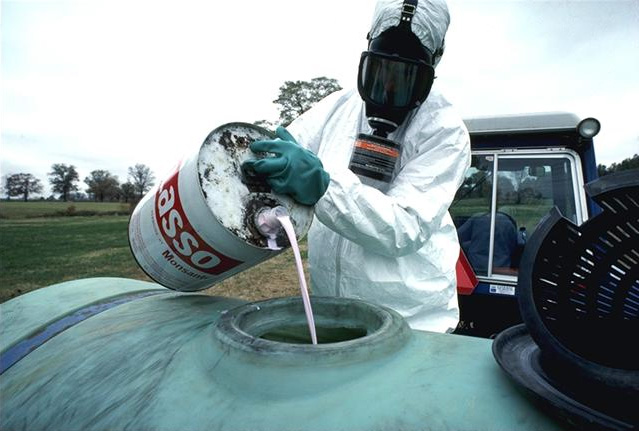
Utilisation de l'herbicide Lasso de la firme Monsanto.

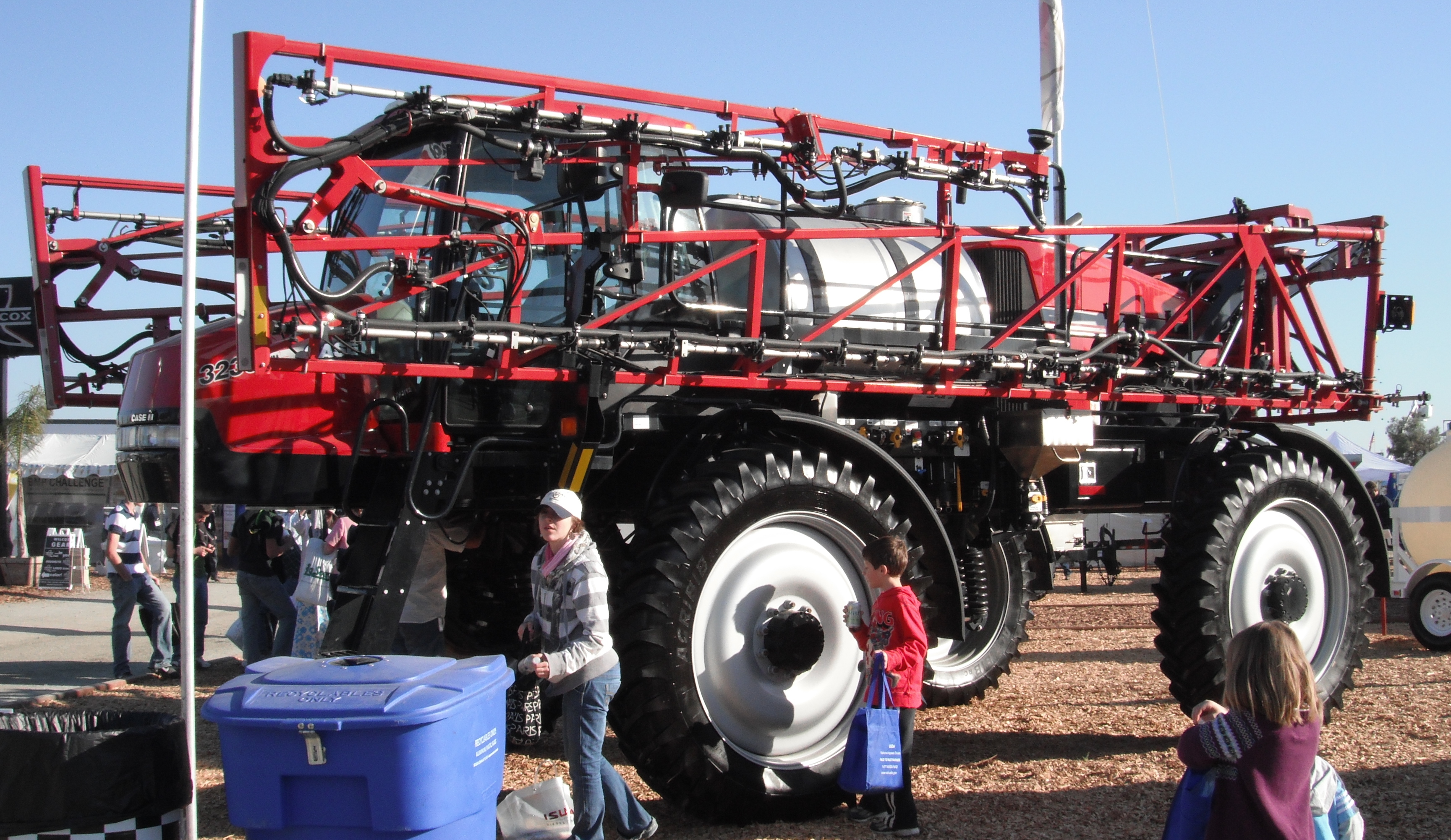
Pulvérisateur autotracté de grande taille, avec rampes amovibles.

Il existe des types très différents de produits phytosanitaires, contenant ou non des minéraux, des métaux, des produits chimiques de synthèse et/ou naturels (microorganismes, macroorganismes, phéromones, substances naturelles).
Les phytosanitaires sont généralement spécifiquement formulés pour tuer des organismes entrant en compétition avec les plantes cultivées ou nuisant à leur croissance ou à leur reproduction (mousses, champignons, bactéries, végétaux concurrents, insectes, rongeurs, acariens, mollusques, vers, nématodes, virus, etc.). Ils sont plus ou moins rémanents, écorémanents ou (bio)dégradables ou biodisponibles.
Une catégorie de produits phytosanitaires est réputée moins nocive ou non-nocive pour l'environnement en agissant de manière différente : par compétition, par prédation, par mimétisme, par stimulation des défenses naturelles, etc. Tous peuvent être nocifs pour l'environnement ou la santé en cas de mauvaise utilisation, (notamment en ne respectant pas les conditions d'emploi co-définies par le fabricant et les autorités responsables de l'homologation).
Les produits jugés les plus toxiques et/ou écotoxiques sont étiquetés comme tels, conformément à la réglementation qui évolue avec les connaissances scientifiques. L'ANSES est chargée de l'évaluation de la toxicité de ces produits. Le respect de bonnes pratiques agricoles, vétérinaires, phytosanitaires et de transports de produits dangereux permet dans une certaine mesure de limiter les contacts directs des animaux et nécrophages avec ces produits dont la toxicité peut être intrinsèque et directe, ou indirecte et différée liée à des effets indirects (perturbation endocrinienne par exemple) ou à un « effet cocktail » (synergie).

### Les carences de l'évaluation des risques pour les abeilles
Dans l'Union Européenne, le règlement (CE) no1107/2009 pour la mise sur le marché des produits phytopharmaceutiques, indique qu'une substance active, un phytoprotecteur ou un synergiste n’est approuvé que s’il est établi — au terme d’une évaluation des risques appropriée sur la base de lignes directrices pour les essais adoptées au niveau communautaire ou au niveau international, que l’utilisation des produits phytopharmaceutiques contenant cette substance active, ce phytoprotecteur ou ce synergiste, dans les conditions d’utilisation proposées — « qu'il entraînera une exposition négligeable des abeilles, ou n’aura pas d’effets inacceptables aigus ou chroniques sur la survie et le développement des colonies, compte tenu des effets sur les larves d’abeille et le comportement des abeilles ».
Ce règlement de 2009 devait conduire à une amélioration des tests de toxicité à réaliser sur les abeilles, avant la mise sur le marché d'un pesticide. L'EFSA, l'Autorité sanitaire européenne, a constaté en 2012 que les tests en vigueur étaient très insuffisants, les produits phytosanitaires étant mis sur le marché sans avoir été correctement évalués. Cette agence a donc élaboré de nouveaux protocoles complets qui incluent l'évaluation de la toxicité chronique, les effets sur les larves, sur les abeilles sauvages et bourdons et non pas seulement les abeilles à miel, les différentes voies de contamination (eau, poussières…).
Ce document guide a été publié en 2013, mais les États membres ne l'ont jamais adopté (entre 2013 et 2019, il a été inscrit à l’ordre du jour du Standing Committee on Plants, Animals, Food and Feed, ou Scopaff, une trentaine de fois sans jamais être approuvé). « En renonçant à la mise à jour des principes d’évaluation des risques des pesticides, la Commission européenne participe à la dégradation dramatique de l’environnement », écrit l'éditorialiste du journal Le Monde, le 27 août 2019.
Depuis 2013, l’European Crop Protection Association, l’association des fabricants de pesticides, s'oppose fermement à la mise en application de ce document. Les industriels de l’agrochimie ont adressé à l’exécutif européen de nombreuses lettres contre le document guide de l’EFSA. Dans une tribune du 9 février 2019, l'eurodéputé Eric Andrieu, président de la commission spéciale du Parlement européen sur la procédure d’autorisation des pesticides par l’Union, écrit : « sous la pression incessante des lobbyistes des industriels de l’agrochimie, certains États demandent aujourd’hui à l’EFSA de réviser son document de 2013, qui n’a jamais été mis en œuvre. Et pour cause : selon l’industrie, 82 % des produits phytosanitaires seraient alors sur la sellette ! ».
Les protocoles d’évaluation des pesticides sur les pollinisateurs se référent toujours à un texte de 2002, totalement obsolète selon les spécialistes. La toxicité chronique, cause importante de la mortalité des pollinisateurs, n'est pas évaluée. « Pendant ce temps, le taux de mortalité des abeilles atteint les 80 % dans certaines régions de l’UE. Alors que les études montrent que l’utilisation de pesticides représente un risque réel pour les abeilles sauvages et les abeilles domestiques, les gouvernements des 28, en particulier les 16 États qui bloquent la proposition, doivent enfin prendre leurs responsabilités », estime Eric Andrieu, « Les chefs d’État doivent en finir avec leur hypocrisie sur la question des pesticides et cesser de dérouler le tapis rouge aux multinationales de l’agrochimie ».
Selon l'eurodéputé Eric Andrieu et Nicolas Laarman de l’association Pollinis, « l’extinction en cours des abeilles et autres insectes pollinisateurs est un enjeu vital, et la réforme de notre système d’homologation des pesticides, une urgence absolue ».
À titre d'exemple les adjuvants sont souvent exclus des études de toxicité et d'écotoxicité, or ils peuvent être toxiques ou renforcer la toxicité de la matière active, comme le N-Méthyl-2-pyrrolidone qui est un solvant massivement utilisé dans la formulation de plusieurs pesticides courants.

### Précautions d'emploi
Le transport, la préparation et l'application des produits phytosanitaires présentent des risques pour l'utilisateur et l'environnement si certaines règles et précautions ne sont pas respectées. Il faut :
- prendre connaissance des risques toxicologiques et des conseils de prudence mentionnés sur l'étiquette ;
- se protéger les mains, le visage, porter un masque à cartouche et non en papier et une combinaison, si recommandé et/ou si l'environnement ou une sensibilité allergique personnelle le justifie, toujours se laver les mains et le visage après utilisation ;
- éviter de boire, manger ou fumer et rester calme pendant l'application (risque d'ingestion, d'inflammation, ou d'inhalation accrue) ;
- respecter les dosages, et l'usage pour lequel le produit est homologué ;
- éviter de mélanger des produits ;
- éviter de changer les produits d'emballage ;
- utiliser un pulvérisateur adéquat et bien réglé ;
- respecter les conditions et les restrictions d'emploi mentionnés sur l'étiquette (ex : ne pas pulvériser quand il y a du vent ou quand l'air est trop sec) ;
- stopper l'activité, s'éloigner du produit et prendre les conseils d'un médecin en cas de manifestations allergiques, particulièrement respiratoires.

Les produits phytosanitaires peuvent avoir des conséquences dommageables sur le manipulateur et l'Environnement. Une façon de limiter les risques est :
- de supprimer tout traitement inutile (les traitements de précaution favorisant l'apparition de résistance au produit) ;
- de raisonner les traitements en fonction des cycles de développement et des niveaux d'infestation des parasites (respect des insectes utiles). Pour cela, on peut bénéficier, quand ils existent des avertissements agricoles ;
- de prendre en compte les conditions climatiques (perte par dérive en cas de vent ou par diffusion quand l'air est trop sec, perte par lessivage en cas de pluie…) ;
- de respecter les conseils d'application (période d'application, doses, délai avant récolte…) ;
- d'éviter de traiter les abords des points d'eau, fossés et zones humides pour éviter la pollution des nappes ;
- de ne pas traiter durant la floraison (protection des abeilles et autres insectes pollinisateurs, voir Gaucho) ;
- d'enterrer les semences pré-enrobées ou traitées (limitation des risques d'empoisonnement des oiseaux et animaux sauvages) ;
- de rapporter les emballages perdus et les fonds de produits vers un site agréé, en veillant à une élimination limitant les risques pour l'environnement (en général il s'agit de l'incinération dans des unités spéciales) pour limiter les décharges sauvages ou une contamination du personnel ou de l'environnement lors du tri des déchets.

## Marché mondial
En 1991, le marché mondial était estimé à 22 milliards de dollars, répartis entre herbicides (44 %), insecticides (29 %, lesquels arrivaient en premier dans les pays chauds) et fongicides (21 %, utilisés principalement en Europe occidentale). Les trois premiers marchés de phytosanitaires (tous produits confondus: herbicides, insecticides et fongicides) étaient alors les États-Unis (5 678 millions de dollars de ventes en 1991), le Japon (2 602 millions de dollars de ventes en 1991) puis la France (2 182 millions de dollars de ventes en 1991). À cette époque, onze pays représentaient 80 % du marché mondial: USA, Japon, France, URSS, Brésil, Angleterre, Italie, Canada, Allemagne, Inde et Espagne. L'Europe (de l'Ouest et de l'Est) représentait alors plus d'un tiers du marché mondial.
En 2013, le chiffre d'affaires mondial était estimé à 26,7 milliards de dollars. Les quatre premiers pays consommateurs étaient alors les États-Unis, le Brésil, le Japon et la France (le Brésil passant ainsi du 5e consommateur mondial en 1991 au 2e en 2013). De façon générale, on remarque une importance accrue des BRIC : quatre pays, à savoir le Brésil, la Chine, l'Inde et l'Argentine représentaient, en 2015, près d'un tiers du marché mondial.
Après avoir atteint 120 000 tonnes en 1999 puis 100 000 tonnes en 2001, la France consommait en 2008 environ 78000 tonnes de produits phytosanitaires, ce qui la plaçait au troisième rang des utilisateurs mondiaux derrière les États-Unis en quantité absolue. Elle était, et demeure, la première consommatrice de phytosanitaires en Europe. En 2010, avec un chiffre d'affaires de 1,8 milliard d'euros, la France arrivait ainsi devant l'Allemagne (1,25 milliard), l'Italie (807 millions), la Grande-Bretagne (589 millions) et la Pologne (455 millions), selon les statistiques de l'Union des industries de la protection des plantes (UIPP).
Toutefois, une fois ramené à l'hectare cultivé (5 kg/ha/an) hors surface en herbe, la France n'arriverait plus qu'au quatrième rang européen.

### Entreprises
En 1991, dix firmes assuraient les 3/4 du marché mondial: dans l'ordre, CIBA-GEIGY, ICI (Imperial Chemical Industries), Rhône-Poulenc, Bayer, DuPont, Dow Elanco, Monsanto, Hoechst, BASF et Schering. Depuis, une forte concentration a eu lieu, alors même que début 2016, Monsanto envisageait de racheter soit Bayer, soit BASF, tandis que Du Pont envisageait de racheter Dow et que ChemChina annonçait, en février 2016, le rachat de Syngenta pour 43 milliards de dollars (Syngenta étant issu d'une fusion entre AstraGeneca, Geneca ayant été une filière d'ICI, et Novartis, créée en 1996 par fusion entre CIBA-GEIGY et Sandoz).

## Homologation
Les nouvelles molécules actives ont deux origines possibles : soit directement par les laboratoires des firmes agro-pharmaceutiques, soit par des laboratoires prestataires. Le produit phytosanitaire est généralement mis au point par les firmes agro-pharmaceutiques. Dans la majorité des pays, sa mise en vente et son utilisation sont soumises à une autorisation préalable (l'homologation ou autorisation de mise sur le marché) de l'autorité nationale compétente (en France l'ANSES).
Pour être homologué, un produit doit suivre un parcours visant à démontrer son innocuité (absence de toxicité) pour :
- les utilisateurs (exemple, l'agriculteur utilisant le produit) ;
- les consommateurs (exemple, consommateurs risquant d'ingérer des matières actives ou leurs résidus dans les aliments et boissons) ;
- l'environnement (eau, air, sol, écosystèmes, chaine trophique…).

Lors d'une demande d'homologation d'une spécialité commerciale, un dossier est établi, en Europe selon les normes européennes (format draft Registration Report ou dRR) avec les parties suivantes :
- méthodes d'analyses physico-chimiques ;
- toxicité : les analyses concernent l'innocuité sur la santé humaine. Une partie des tests concerne la toxicité aiguë (effet d'une absorption unique et massive) ou la toxicité chronique (effet d'une absorption régulière de petites doses), l'apparition de mutations, formation de tumeur (effet carcinologique) malformation dans la descendance (effet tératogène)… ;
- devenir et comportement : les effets sur les productions voisines et suivantes sont testés afin de sécuriser la production ;
- résidus : ce chapitre contient les études relatant de la teneur dans les produits végétaux et les produits transformés (ex : plats préparés, vins[28]). Les études utilisées pour ce dossier répondent aux normes BPL (Bonnes pratiques de laboratoires) ;
- écotoxicologie : Ce fichier est relatif aux impacts sur l'environnement et la faune auxiliaire). Les effets sur l'environnement sont étudiés par l'analyse de leur influence sur les poissons, les oiseaux, les insectes, les micro-organismes, mais aussi le processus de dégradation du produit dans l'air, l'eau et le sol ;
- culture spécifique ;
- efficacité et sélectivité pour la culture : l'efficacité des produits et la sélectivité répondent aux normes BPE (Bonnes pratiques d'expérimentation). Pour chaque produit, une centaine d'étude sont exécutées sur le terrain dans une ou plusieurs zones climatiques[29], puis analysée statistiquement afin de ressortir l'efficacité et la sélectivité du produit. Il suffit par la suite de remplir le dossier d'évaluation biologique[30].

L'obtention de l'ensemble des données scientifiques nécessaires à l'évaluation des préparations sont sujettes aux règles de l'OEPP, dont le respect conditionne la validité. En vertu des nouvelles règles de l'Union européenne, il faut 2,5 à 3,5 ans à partir de la date de recevabilité de la requête à la publication d'un règlement approuvant une nouvelle substance active. Le produit est soit autorisé, soit reporté, soit refusé. Le produit autorisé l'est pour un ou plusieurs usages précis, définis par une plante cible (par exemple une culture de blé), un parasite cible (le puceron) et un type de traitement (des parties aériennes par exemple).
Néanmoins, il est courant de voir des produits phytosanitaires ou des produits de vinifications sur le marché avant d'avoir fini la réalisation des tests sur sa toxicité (ex. : algue utilisée pour la clarification des vins, avec écrit sur le paquet « peut être cancérigène en attente de recherche »)[réf. nécessaire].

## Impacts environnementaux, contrôle et normes
Les produits apparaissant sur le marché au début du XXIe siècle sont réputés moins persistants que leurs prédécesseurs, mais ils sont souvent bien plus actifs à des doses parfois bien plus faibles (0,6 mg de matière active/m² pour une sulfonylurée utilisée pour le désherbage du blé). Il en va de même pour de nombreux biocides.
En Europe, la qualité des eaux destinées à la consommation humaine autorise une concentration maximale de produits phytosanitaires (insecticides, fongicides, herbicides) de 0,1 microgramme/L par substance ou de 0,5 microgramme/L pour toutes substances (directive européenne 80/778/CEE, décret du 3 janvier 1989). Pour être approuvé par la communauté européenne, un pesticide doit être soumis à validation, par présentation d'un dossier scientifique à l'EFSA par un État membre.
En France, les lois qui visent à mieux encadrer l’utilisation des produits phytosanitaires sur le territoire national sont la loi « Labbé » de 2014 et la loi de transition énergétique de 2015 (article 68). Ce qui fait que depuis le 1er janvier 2017, les collectivités n'ont plus le droit d'utiliser des traitements phytosanitaires et les particuliers depuis le 1er janvier 2019.

## Les différents modes de résistances
Un nombre croissant de plantes, d'insectes et de pathogènes fongiques développent des résistances à un ou plusieurs pesticides.

### La résistance «par mutation de cible»
Dans le cas d’une mutation de cible, une anomalie naturelle a modifié le code génétique de l’enzyme cible de l’herbicide. Ce dernier n’agit donc plus sur la plante. Tous les herbicides qui ont le même mode d’action sont alors concernés. Cela conduit à devoir utiliser des doses extrêmes sur les plantes. Pour ce type de résistance, le taux de résistance est très élevé (exprimé par le rapport R/S) et peut atteindre 1000. C’est-à-dire que la dose d’un herbicide qui détruit une plante résistante est 1000 fois supérieure à la dose qui détruit une plante sensible.

### La résistance par détoxication
Dans ce type de mécanisme, la matière active peut agir sur sa cible (une enzyme) mais elle y accède difficilement soit elle est très mal transportée vers la cible (cellule moins perméable), soit dégradée par des enzymes de la plante. Cette dernière est encore sensible à l’herbicide mais à des doses très élevées par rapport à la normale, pouvant aller de cinq à cent fois la dose habituelle ; avec des doses classiques, l’adventice peut être ralentie.

### Les mécanismes inconnus
Il existe des mécanismes encore inconnus à ce jour. Certaines plantes se sont révélées résistantes sans que l’on puisse expliquer par quel mécanisme elles le soient devenues. Par ailleurs, il a été prouvé que certaines plantes présentent plusieurs mécanismes de résistance sur un même individu.